# Wario Land: Super Mario Land 3
Wario Land: Super Mario Land 3, mais conhecido por apenas Wario Land ou Super Mario Land 3 é um jogo eletrônico de plataforma desenvolvido pela Nintendo e lançado para Game Boy em 1994. É o primeiro jogo em que Wario é um personagem jogável, é o segundo jogo onde Wario aparece.

## Sinopse
Depois de modificar o castelo de Mario no jogo anterior, Wario resolve pegar o seu próprio castelo, um castelo ainda maior e mais impressionante que o de Mario. Para encontrar este sonho extravagante, ele precisa viajar para a Kitchen Island, onde a vilã principal do jogo a pirata Capitã Xarope e seus capangas, a gangue do Açúcar Marrom, esconderam muitos tesouros e moedas, incluíndo uma gigante estátua dourada da Princesa Peach, roubada do reino dos cogumelos. Wario pretende recuperar esta estátua e vendê-la de volta a Mario pelo preço de um castelo. Depois de explorar toda a ilha, roubando os tesouros dos piratas, e infiltrando o seu castelo. Wario confronta a líder dos piratas Xarope, e ela acaba invocando um gênio de uma lampâda para destruir Wario, ele derrota Xarope e o Gênio e destrói o castelo usando uma bomba e ela escapa. Ao fazê-lo, o maior tesouro dos piratas é revelado: A estátua gigante da Princesa Peach. Contudo, Mario aparece em um helicóptero, obriga Wario e leva a estátua na frente dos seus olhos.
Ainda segurando a lâmpada do gênio, Wario invoca novamente o Gênio e deseja um castelo. O gênio diz a ele que ele precisa de dinheiro para conceder seu desejo, e então Wario dá a ele todas as moedas que o jogador coletou durante o jogo. Mais comércios em todos os tesouros encontrados para mais moedas.

## Jogabilidade
Wario Land apresenta jogabilidade marcadamente diferente dos dois jogos anteriores na série Super Mario Land. O jogo acontece em uma rota através de várias áreas temáticas, que são divididos em várias fases culminando em uma luta contra um chefe. Wario é capaz de pular ou bater em inimigos para derrubá-los. Inimigos assim atordoados podem ser apanhados e atirados contra outros inimigos. Quando em sua forma adulta, Wario também é capaz de realizar uma carga no ombro, que é usado para atacar inimigos, romper os blocos e abrir baús de tesouro escondidos.
Existem também três capacetes únicos que Wario pode obter, com suas próprias habilidades. O capacete de touro aumenta a força de Wario e dobra a duração do seu ataque de carga no ombro, permitindo que ele esmagasse blocos com mais facilidade. Também dá a Wario a habilidade de se fixar nos tetos e executar uma "pancada na bunda" no chão, que atordoa os inimigos próximos e rompe os blocos embaixo dele. O capacete de jato aumenta a velocidade de corrida de Wario e permite que ele voe em direções puramente horizontais no ar, existe a técnica para carregar carga debaixo d'água. Finalmente, o capacete de Dragão permite que Wario atire rajadas de fogo a longa distância tanto em terra quanto embaixo d'água, que destroem inimigos e bloqueia em contato. Este ataque substitui sua carga de ombro, desde que ele use o capacete de dragão. Os jogadores também podem coletar um Starman para ganhar invencibilidade temporária.
Ao contrário da série Mario, em que moedas são normalmente usadas para ganhar vidas extras, moedas neste jogo são usadas como dinheiro. Eles podem ser ganhos colecionando-os, encontrando-os em blocos, ou ombro cobrando inimigos. No final de cada nível, o jogador pode optar por jogar as moedas que coletou no nível em um jogo de azar, ou gastá-las para tentar ganhar pontos de coração. O final do jogo varia de acordo com o total de moedas que o jogador possuí.

## Recepção
Wario Land foi um enorme sucesso comercial, vendendo mais de 5,19 milhões de cópias no mundo todo. Ben Reeves, da Game Informer, classificou-o como o 13º melhor jogo de Game Boy e chamou-o de spin-off de maior sucesso da série Mario. A Nintendo Life similarmente premiado com o jogo 9 de 10 elogiando o jogo como sendo "algumas das melhores plataformas que o sistema Game Boy tem para oferecer."